# أنطور ذهبي
أنطور ذهبي (الاسم العلمي:Anthurium aureum) هو نوع من النباتات يتبع جنس الأنطور من الفصيلة اللوفية.